# Trichopepla aurora
Trichopepla aurora är en insektsart som beskrevs av Van Duzee 1918. Trichopepla aurora ingår i släktet Trichopepla och familjen bärfisar. Inga underarter finns listade i Catalogue of Life.